# Bassel Khartabil
Bassel Khartabil (Arabisch: باسل خرطبيل‎) (22 mei 1981 – oktober 2015) was een Palestijns-Syrische softwareontwikkelaar die aanzienlijke bijdragen leverde aan opensourcesoftware en de Free Culture-beweging. Hij werd in 2012 wegens "staatsgevaarlijke activiteiten" gearresteerd en in 2015 in het geheim geëxecuteerd.

## Biografie
Khartabil werd in 1981 geboren, groeide op in Syrië, studeerde er en verkreeg een graad in programmeren aan de Technische Universiteit Riga. Na zijn studie specialiseerde hij zich in opensourcesoftware en richtte hij in Damascus de hackerspace Aiki-Lab op. Hij werkte als projectleider voor Creative Commons in Syrië en was betrokken bij Mozilla Firefox, Wikipedia en de Open Clip Art Library. Onder zijn leiding kwam een conferentie in Doha in 2010 tot een vertaling van de Creative Commons-licenties die acceptabel was voor alle variëteiten van het Arabisch. Het laatst werkte Khartabil aan digitale 3D-reconstructies van de ruïnestad Palmyra. In 2013 kreeg hij de Digital Freedom Award van de Index on Censorship.

### Arrestatie
Op 15 maart 2012, op de eerste verjaardag van de Syrische Burgeroorlog, werd Khartabil in Damascus op straat gearresteerd door de Syrische militaire inlichtingendienst. Hij werd vijf dagen ondervraagd en gemarteld, waarna hij negen maanden in isolatie doorbracht. Vervolgens werd Khartabil opgesloten in de Adragevangenis. Vanuit die instelling werd hij op 3 oktober 2015 naar een onbekende plaats overgebracht, waar hij vermoedelijk door een militaire rechtbank werd berecht. Op 20 november 2015 bereikte zijn vrouw Noura Ghazi geruchten dat Khartabil ter dood was veroordeeld, maar een en ander kon niet bevestigd worden. Begin augustus 2017 werd bekend dat Khartabil in het geheim was geëxecuteerd.